# Džihádistické povstání v Burkině Faso
Džihádistické povstání v Burkině Faso je probíhající občanská válka mezi vládou Burkiny Faso a islamistickými rebely. Válka začala v srpnu 2015 a vedla k vysídlení více než 2 milionů lidí a k úmrtí nejméně 10 000 civilistů a bojovníků. Konflikt, který se do země přelil díky občanské válce v sousedním Mali, je považován za burkinafaské dějiště islamistického povstání v Sahelu.
První útoky islamistů byly spáchány v létě 2015 militantní skupinou Ansar Dine, působící v Mali, koncem roku 2016 vzniká na severu Burkiny Faso skupina Ansar ul Islam. Tyto dvě organizace se později slučují do skupiny Jama'at Nasr al-Islam wal-Muslimin (JSIM), napojené na al-Káidu, která postupně rozšiřuje svůj vliv na sever, západ a východ země. Další islamistická organizace, Islámský stát, přesněji jeho provincie Sahel a Západní Afrika, provedly první útoky v zemi již v září 2016 a působí zejména na severu země, při hranicích s Nigerem. Skupiny JSIM a Islámský stát vedle sebe přibližně čtyři roky existují bez konfliktu, počátkem roku 2020 mezi nimi ale propukly otevřené boje. 
Narůstající síla džihádistických skupin vede v zemi k politické nestabilitě a několika státním převratům. Demokraticky zvolený prezident Roch Marc Christian Kaboré byl v lednu 2022 zatčen a sesazen podplukovníkem Paulem-Henrim Sandaogem Damibou, kterého v září téhož roku svrhl kapitán Ibrahim Traoré.
Mezi lety 2015 a 2023 měla burkinafaská vláda podporu Francie, tehdy zapojené do operace Barkhane, ta se však na žádost junty ze země postupně stahuje, a to v kontextu silných proti-francouzských nálad. Od roku 2024 zasahuje v zemi Rusko prostřednictvím tzv. jednotek Africa Corps, složené z žoldnéřů bývalé Wagnerovy skupiny.
Od roku 2015 si násilnosti vyžádaly nejméně 20 000 obětí na životech. Kromě toho došlo k mnoha masakrům a válečným zločinům, jichž se dopustily jak burkinafaské ozbrojené síly, tak džihádistické skupiny.

## Pozadí

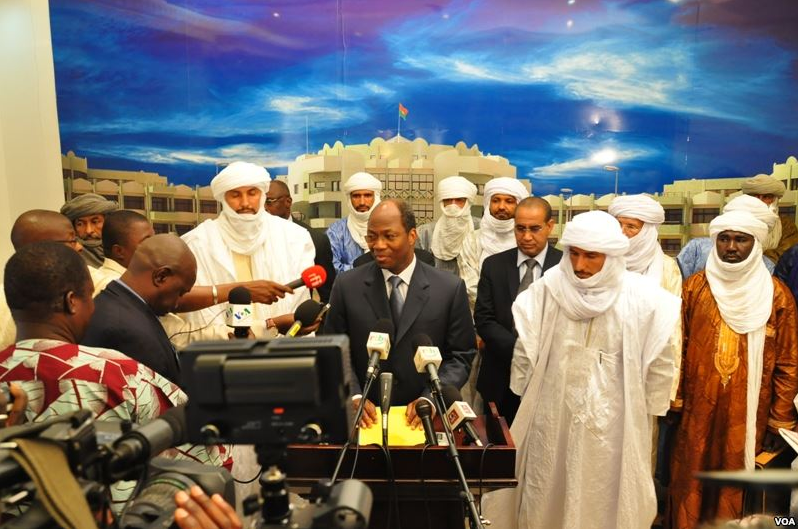
Delegace několika islamistických skupin na setkání s vládními politiky v roce 2012

Blaise Compaoré, prezident Burkiny Faso v letech 1987 až 2014, zacházel s islamisty vstřícněji než francouzští koloniální představitelé. Compaorého mauritánský poradce Moustapha Ould Limam Chafi a generál Gilbert Diendéré kontaktovali několik vůdců islamistických skupin za účelem osvobození rukojmích držených těmito skupinami.
Burkina Faso působila jako prostředník během války v Mali mezi povstalci a vládou, v roce 2013 vedla do země zásah. V listopadu 2014 však byl Compaoré svržen, což znamenalo faktický konec jeho vlády a vedlo k období nestability.

## Chronologie

### 2015–2016
Dnem 23. srpna 2015 se povstání v oblasti Maghrebu rozšířilo do Burkiny Faso, když došlo k útoku na četnickou stanici údajnými členy teroristické organizace Boko Haram. Mezi srpnem 2015 a říjnem 2016 bylo po celé zemi napadeno sedm různých stanovišť, přičemž při útocích zahynulo 15 lidí a 11 bylo zraněno. 9. října byli během bitvy v Samorogouanu v regionu Hauts-Bassins zabiti tři četníci, jeden povstalec a jeden civilista. 31. května 2016 byli zastřeleni ve vesnici Intangom tři policisté. 1. září 2016 skupina dvou až čtyř džihádistů zavraždila celníka a civilistu ve městě Markoye a tři další osoby zranila. O dva dny později převzal odpovědnost za útok saharský terorista Adnane Abou Walid Al-Sahraoui, první emír sahelské provincie Islámského státu.
15. ledna 2016 zaútočili teroristé na hlavní město Ouagadougou a zabili 30 lidí. K útoku se přihlásily skupiny Al-Káida působící v islámském Maghrebu a militratistická skupina Al-Mourabitoun.
Ke konci roku 2016 došlo k prudkému nárůstu útoků po celé zemi, související se založením nové islamistické skupiny Ansar ul Islam, jejímž prvním imámem se stal Ibrahim Malam Dicko. Skupina je aktivní obzvláště v pohraničních oblastech na rozhraní s Mali, významná část útoků skupiny se soustředila na provincii Soum v regionu Sahelu. 16. prosince skupina zabila desítky lidí při útoku na Nassoumbou.

### 2017
1. ledna 2017 byl v departmentu Tongomayel zavražděn přeběhlík z Ansar ul Islam. O dva měsíce později byl ve vesnici Kourfayel v provincii Soum, zabit učitel. 22. března byl vůdce skupiny Ansar ul Islam, Harouna Dicko, zastřelen bezpečnostními silami v obci Pétéga. Do té doby bylo při dvaceti útocích zabito celkem 70 osob, převážně vojáků, četníků a policistů.

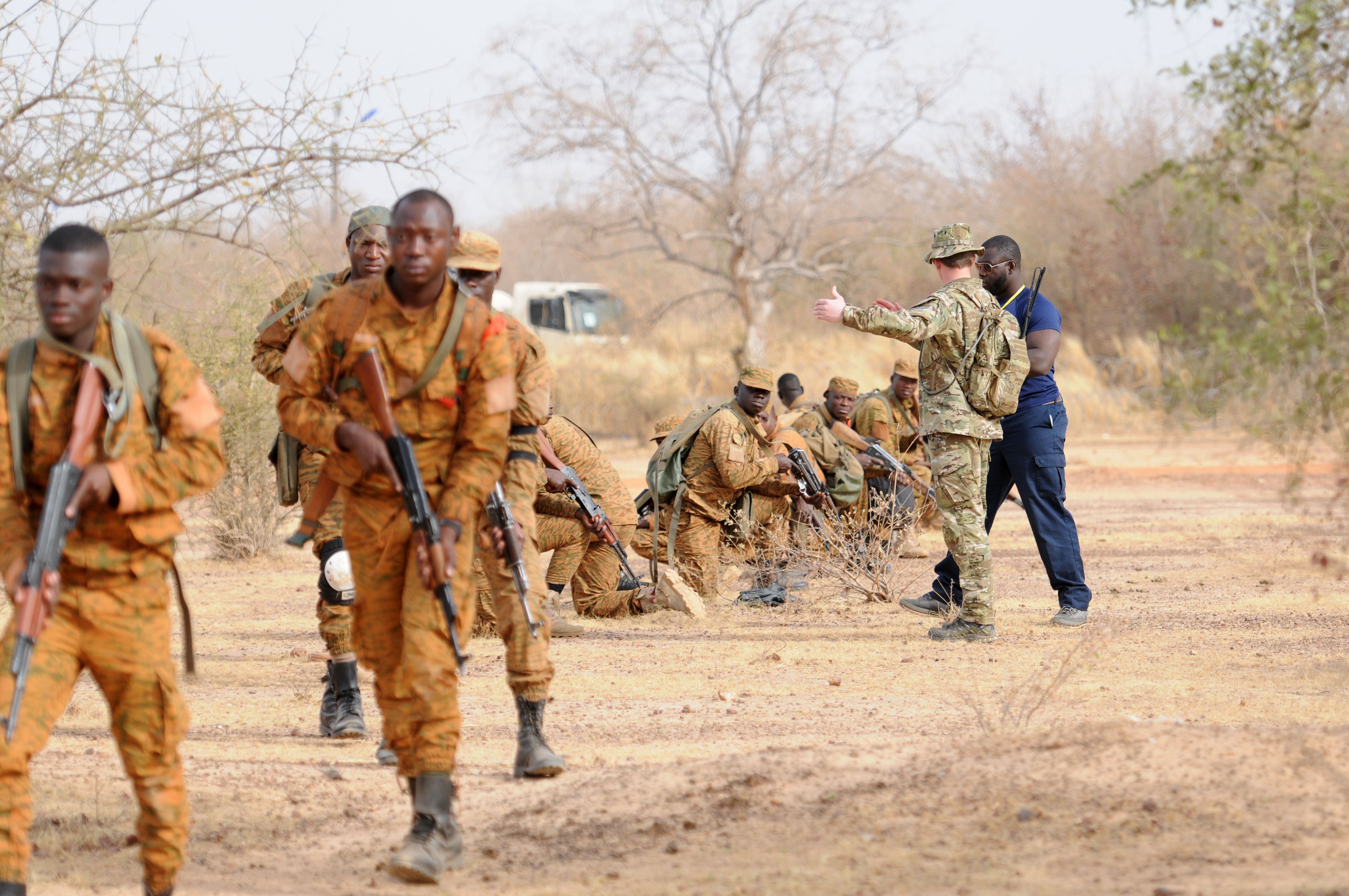
Burkinští vojáci cvičící po boku amerických speciálních jednotek v táboře Bila Zagré severně od Ouagadougou, 28. února 2017

V období od 27. března do 10. dubna 2017 zahájily vlády Mali, Francie a Burkiny Faso společnou operaci nazvanou „Operace Panga“, které se účastnilo na 1 300 vojáků z těchto tří zemí. Operace probíhala v lese Fhero poblíž hranice Burkiny Faso s Mali, který byl považován za útočiště členů skupiny Ansar ul Islam. Při této akci odpálila 5. dubna skupina Jama'at Nasr al-Islam wal-Muslimin improvizované výbušné zařízení u francouzského vojenského vozidla, načež byli zraněni dva lidé. Spojenecký oddíl následně při pátrací operaci islamisty nalezl, ti však znovu zaútočili a zabili jednoho francouzského vojáka. Během následujících dvanácti dnů byli zabiti dva džihádisté, osm jich bylo zajato a až 200 podezřelých zatčeno. Francouzské síly poté pokračovaly v ofenzivě a provedly několik úspěšných nájezdů proti vojenským cílům.
27. května byl v obci Pétéga zavražděn penzionovaný policista. V noci na 2. června bylo při cílených útocích po celé provincii Soum zabito nejméně pět lidí, včetně páru s dítětem. 9. června zadržely vojenské síly 74 vesničanů ve městě Djibo, kteří byli obviněni ze spolupráce s teroristy, někteří z nich byli mučeni, dva zraněním podlehli. 12. července došlo k přestřelce mezi vládními silami a džihádistickými bojovníky, která se obešla bez obětí.
Vůdce skupiny Ansar ul Islam, Ibrahim Malam Dicko, byl zabit v červnu 2017, jeho nástupcem se stal Jafar Dicko. V noci 24. července bylo v obcích Ndidja, Sibé a Neyba v provincii Soum, zavražděno pět členů skupiny, pravděpodobně na rozkaz nového vedení skupiny.
14. srpna 2017 vstoupili dva ozbrojenci do turecké restaurace v Ouagadougou, kde zabili 18 lidí a desítku lidí zranili, než byli zastřeleni burkinafskými bezpečnostními složkami.
17. srpna najelo burkinafské armádní vozidlo na minu v obci Touronata, přičemž zemřeli tři lidé a dva další byli zraněni. 15. září byli v provincii Soum zabiti tři muži, včetně imáma a místního náčelníka. 23. září bylo při výbuchu miny zabito sedm vojáků. O tři dny později byli při útoku ze zálohy džihádistických militantů zabiti dva četníci. 9. listopadu zabily ozbrojené síly Burkiny Faso ve vesnici Ariel dvanáct džihádistů.

### 2018
2. března 2018 zaútočila skupina extremistů, členů Jama'at Nasr al-Islam wal-Muslimin, na budovu francouzského velvyslanectví v Ouagadougou a na generální štáb burkinafské armády. Při útoku bylo zabito osm vojáků a osm útočníků, dalších 61 vojáků a 24 civilistů bylo zraněno.

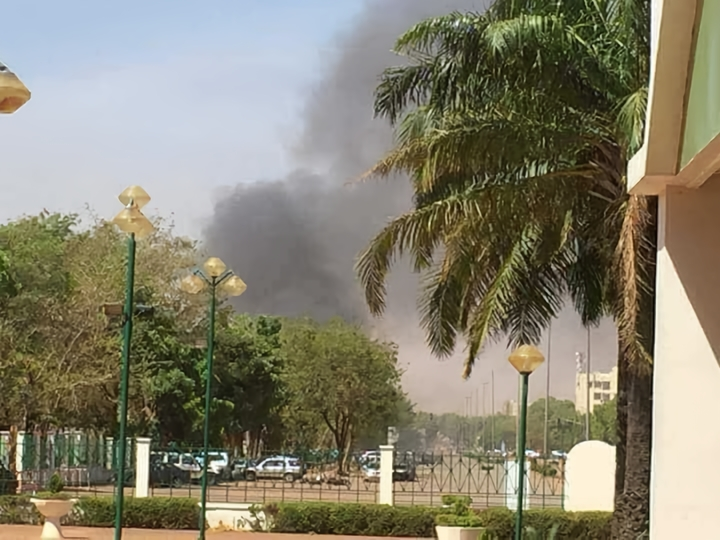
Kouř stoupající od budovy francouzského velvyslanectví v Burkině Faso, 2. března 2018

V roce 2018 se povstání rozšířilo do východní části země. Začaly se také ještě více stupňovat útoky. Dne 13. června provedli džihádističtí bojovníci hned tři útoky: ve vesnici Tindangou proti policejní kontrole a dále na policejní stanici a četnickou brigádu ve vesnici Comin-Yanga. Dne 12. srpna bylo při bombovém útoku u vesnice Boungou poblíž města Fada N'Gourma zabito šest osob. V noci na 27. srpna bylo při bombovém útoku, pravděpodobně provedeném džihádisty, v obci Pama zabito osm burkinafských vojáků. V noci na 14. září zavraždili džihádisté devět lidí ve vesnicích Diabiga a Kompiembiga, včetně náboženského představitele. Povstalci rovněž unesli tři pracovníky ze zlatého dolu – Inda, Jihoafričana a Burkinabce – během operace také zabili tři burkinafské četníky. 4. října zemřelo šest burkinafských vojáků poté, co jejich konvoj najel na výbušné zařízení, té noci též zaútočila skupina čtyřiceti islamistů na místní četníky v obci Inata. Následujícího dne zemřelo šest policistů při výbuchu miny u obce Sollé.
Počátkem října zahájily ozbrojené síly Burkiny Faso s podporou Francie rozsáhlou vojenskou operaci na východě země. 3. prosince burkinafští četníci odrazili útok ze zálohy u Bougui, deset kilometrů od města Fada N'Gourma. Zabito bylo šest ozbrojenců, jeden zraněn.

### 2019
1. ledna 2019 zavraždili ozbrojenci dvacet lidí ve vesnici Yirgou v departementu Barsalogho. Obyvatelé vesnice, převážně příslušníci etnika Mossi, podezřívali Fulby z napojení na ozbrojené skupiny a následně proto provedli masakr fulbského obyvatelstva – tzv. masakr v Yirgou. Násilnosti si vyžádaly 72 obětí, přes 6 000 osob bylo nuceně vysídleno.
10. ledna zabila skupina 36 džihádistů dvanáct civilistů v obci Gasseliki. O 17 dní později bylo ve vesnici Sikiré zabito dalších deset civilistů. 28. ledna zemřeli čtyři burkinafští vojáci a dalších pět jich bylo zraněno při útoku v Nassoumbou. Ve dnech 3.–4. února bylo nahlášeno, že džihádisté zmasakrovali čtrnáct civilistů v Kaïnu, asi 80 kilometrů od Ouahigouyi. 4. února oznámila armáda, že zabila 146 džihádistických bojovníků v departementech Kaïn, Banh a Bomborokuy. Organizace Human Rights Watch však obvinila armádu z několika mimosoudních poprav, hnutí pro lidská práva a práva národů Burkiny Faso navíc uvedlo, že se nenašly důkazy o útoku džihádistů v Kaïnu a že vládní jednotky zabily přibližně šedesát civilistů.

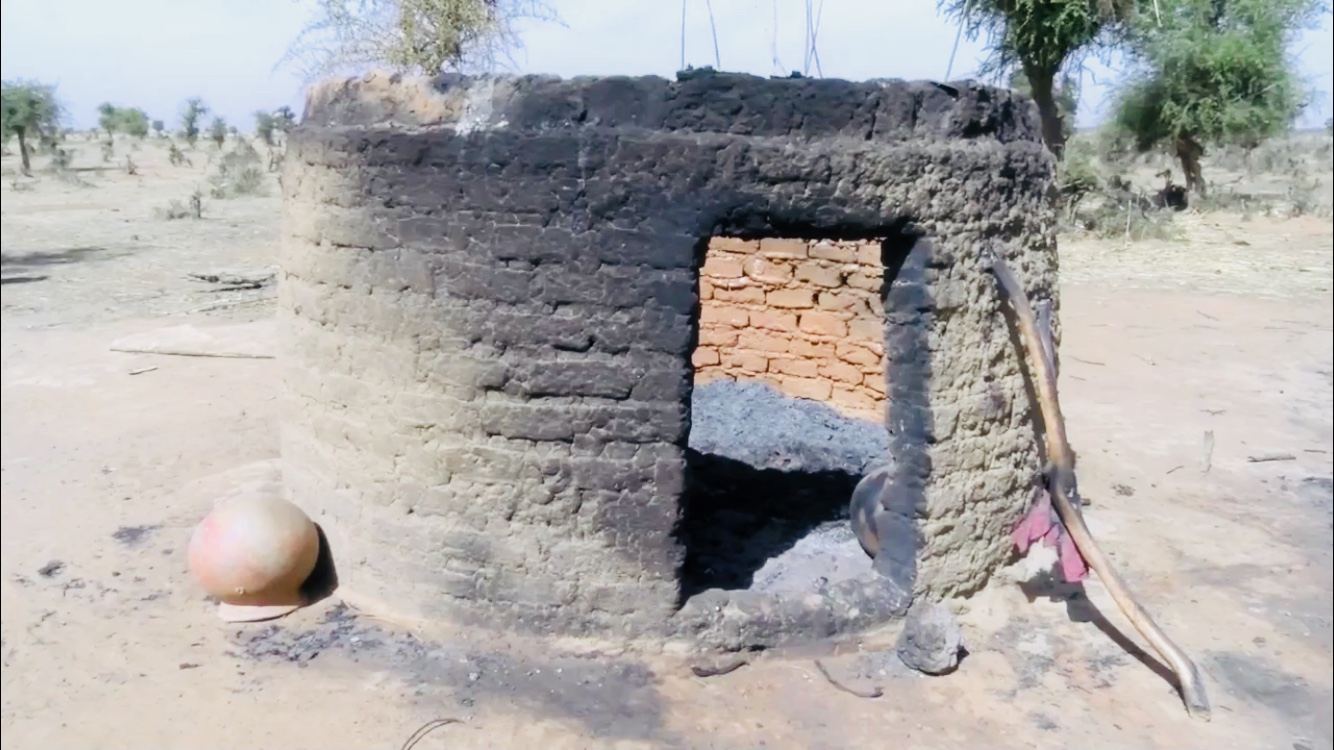
Vypálený dům ve vesnici Yirgou – následek pogromů proti etniku Fulanů

15. února došlo k prvnímu útoku militantů ve středovýchodní oblasti země. Čtyři občané Burkiny Faso a jeden španělský kněz byli zabiti u celního stanoviště ve vesnici Nohao, nedaleko hranice s Togem.
Podle organizace Human Rights Watch bylo od poloviny roku 2018 do února 2019 zabito nejméně 42 lidí džihádisty a 116 civilistů, většinou z etnika Fulbů, burkinafskou armádou. Mezi 31. březnem a 2. dubnem došlo k etnickým střetům mezi Fulby, Kurumby a Mossii v oblasti Arbinda, při nichž zahynulo 62 osob.
V roce 2019 zahájily džihádistické skupiny pronásledování křesťanů v zemi. Kampaň začala 28. dubna, kdy bylo při útoku na protestantský kostel v Silgadji zabito šest osob včetně pastora. 12. května bylo při útoku islamistů na katolický kostel v Dablu zabito dalších šest lidí včetně kněze. Následujícího dne byla napadena katolická procesí poblíž obcí Kayon a Singa-Rimaïbé v departementu Zimtanga. Zabiti byli čtyři civilisté, útočníci také zničili sochu Panny Marie.
V noci z 9. na 10. května zaútočily francouzské síly na džihádistický tábor poblíž města Gorom-Gorom a osvobodily čtyři rukojmí – dva Francouze, jednoho Jihokorejce a jednoho Američana. Při operaci byli zabiti čtyři džihádisté a dva francouzští vojáci. 9. června bylo při útoku na město Arbinda zabito 19 civilistů. 18. června džihádisté zabili 17 až 18 osob ve vesnici Béléhédé. 22. června bylo zabito 15 obyvatel vesnic Sagho a Toekédogo v departementu Barsalogho a v noci z 25. na 26. července bylo v obci Dibilou nedaleko města Kaya zmasakrováno dalších 22 vesničanů.
Podle organizace ACLED vzrostlo ozbrojené násilí v Burkině Faso v roce 2019 o 174 %, přičemž téměř 1 300 civilistů přišlo o život a 860 000 osob bylo nuceno opustit své domovy.

### 2020
4. ledna 2020 došlo k výbuchu autobusu vezoucího žáky druhého stupně mezi městy Toéni a Tougan na severozápadě země, poté co vůz najel na výbušné zařízení. Neštěstí si vyžádalo čtrnáct obětí. 20. ledna džihádističtí bojovníci zaútočili na vesnice Nagraogo a Alamou v departementu Barsalogho v provincii Sanmatenga, kde povraždili 36 civilistů. Následující den parlament Burkiny Faso schválil zákon, který umožnil nábor civilních milicí zvaných Koglweogo k boji proti narůstajícímu povstání. Myšlenku o vzniku milicí navrhl již v listopadu 2019 prezident Roch Marc Christian Kaboré.
25. ledna byla po útoku v roce 2019 znovu napadena vesnice Silgadji, kde ozbrojenci zavraždili 39 civilistů, o tři dny později bylo mezi městy Madjoari a Pama v provincii Kompienga zabito šest burkinafských vojáků.
12. února zabili džihádisté dva civilisty ve vesnici Tanwalbougou. O čtyři dny později, 16. února, došlo k útoku na protestantský kostel v obci Pansi. Útočníci zabili 24 lidí včetně pastora a dalších 20 zranili. O týden později bylo při útoku na kostel v nedalekém městě Sebba zabito dalších pět lidí, mezi nimi opět pastor. 29. února byl ve městě Sebba spáchán další útok, při kterém zemřelo deset policistů.
8. března zaútočily provládní milice na fulbské vesnice Barga-Peulh a Dinguila-Peulh v departementu Barga. Při útoku zabily 43 civilistů.
7. srpna 2020 došlo ke střelbě na dobytčím trhu ve městě Fada N’Gourma v provincii Gourma v oblasti Centre-Est. Neidentifikovaní ozbrojenci zde zavraždili nejméně 20 lidí.
V říjnu roku 2020 se přibližně padesát uprchlíků pokusilo vrátit do svého domovského regionu v severovýchodní části země. Jejich konvoj však byl v noci přepaden asi deset kilometrů od města Pissila. Džihádističtí ozbrojenci zabili 25 mužských členů konvoje – tedy přibližně polovinu jeho účastníků. Ženy a děti byly násilností ušetřeny.

### 2021

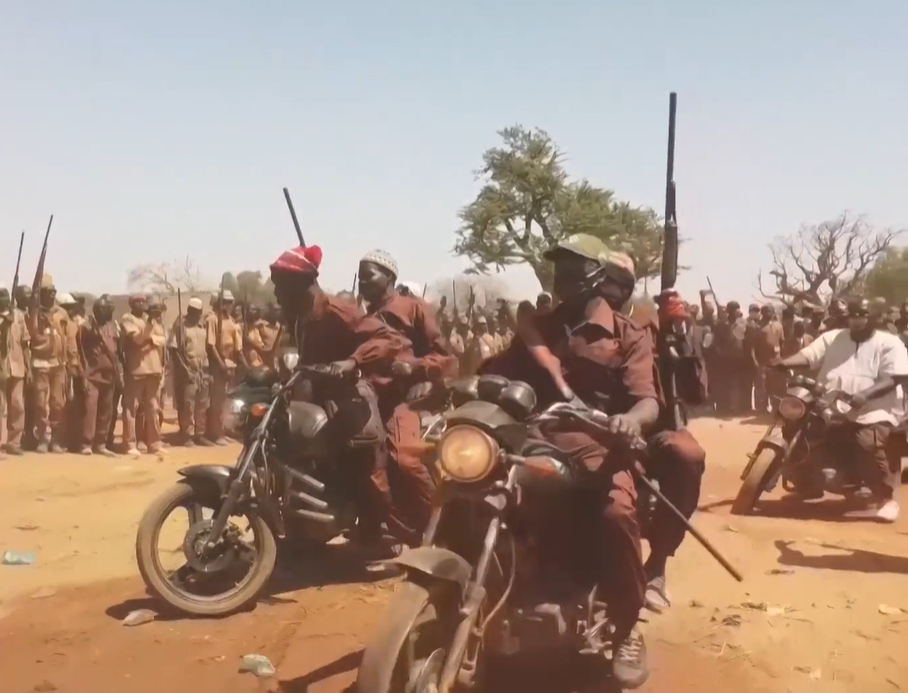
Jednotky domobrany Burkiny Faso v roce 2021

Ve dnech 4.–5. června 2021 došlo k masakru více než 170 lidí ve vesnicích Solhan a Tadaryat poblíž hranic s Nigerem, který spáchali neznámí ozbrojenci. Jednalo se o nejkrvavější útok v historii burkinafského povstání.
20. srpna džihádističtí bojovníci zabili 80 lidí ve městě Gorgadji, z toho 59 byli civilisté.
Jedním z nejkrvavějších měsíců roku 2021 v Burkině Faso se stal listopad. 14. listopadu zaútočila skupina Jama'at Nasr al-Islam wal-Muslimin na kasárny četnictva v Inatě, kde zabila 53 lidí, včetně čtyř civilistů. Během útoku zazanamenala burkinská armáda nejvyšší ztráty, a znamenal tak silnou ránu pro morálku vládních sil. 21. listopadu došlo k dalšímu útoku ve městě Foubé, při kterém bylo zabito devět vojáků a deset civilistů.
V prosinci se skupina civilistů v departementu Kaya postavila do cesty francouzskému vojenskému konvoji, obviňujíc Francii z tajné spolupráce s džihádisty. V jiném incidentu během téhož měsíce islamisté zavraždili 41 lidí při přepadení, včetně známého velitele domobrany Ladjiho Yora. Ten byl klíčovou postavou Dobrovolníků na obranu vlasti (Volontaires pour la Défense de la Patrie, VDP), provládní milice, která sehrála významnou roli v boji proti islamistickým povstalcům.

### 2022
15. ledna bylo při útoku připisovaném džihádistickým militantům ve vesnici Namssiguian v provincii Bam na severu Burkiny Faso zabito nejméně deset civilistů.
Od 16. do 23. ledna 2022 probíhala na severu země Operace Laabingol 1. Podle francouzské a burkinafské armády bylo při operacích zabito, zraněno nebo zajato 163 džihádistů, včetně 60 ve spolupráci s francouzskými jednotkami. Vláda země uvedla, že také zabila vůdce džihádistů operujících v departmentu Kelbo. Armáda Burkiny Faso při operaci ztratila jednoho vojáka, dva byli zraněni; ukořistila také velké množství zbraní včetně improvizovaných výbušných zařízení.

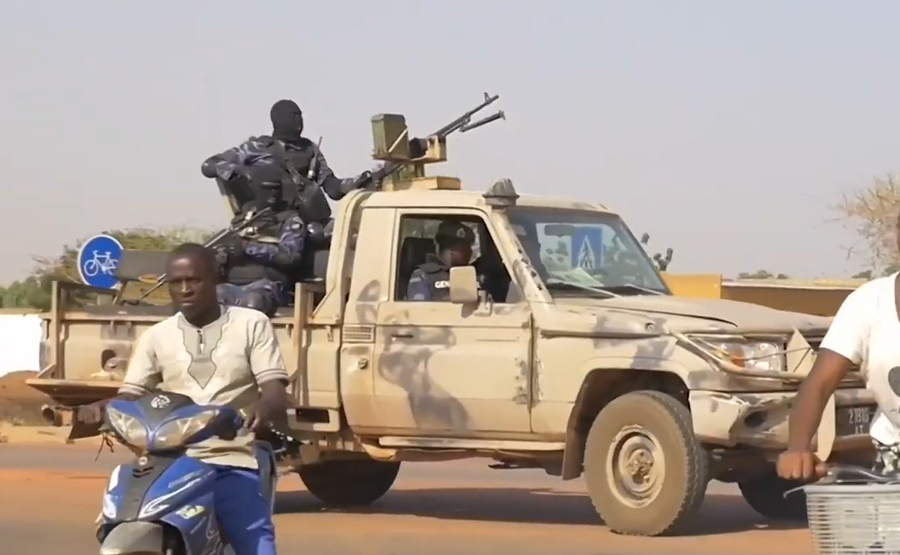
Příslušníci armády hlídkující v ulicích Ouagadougou krátce po lednovém převratu

23. ledna provedli vojenští představitelé převrat a svrhli vládu prezidenta Kaborého. Za hlavní důvod převratu byla označena neschopnost vlády potlačit islamistické povstání. Puč byl veřejností přijat s nadšením, vůdce junty a nastávající prezident Paul-Henri Sandaogo Damiba, byl známý svými populárními vojenskými operacemi proti islamistům. Damiba po převratu nahradil ministry (např. Gilberta Noëla Ouédraoga), kteří byli vnímáni jako neúspěšní v řešení povstání, populárnějšími osobnostmi. Po převratu se objevily spekulace, že vládnoucí strana Vlastenecké hnutí za ochranu a obnovu (MPSR) může v budoucnu najmout žoldnéře z Wagnerovy skupiny. Damiba již dříve zapojení ruských žoldnéřů do boje proti islamistům navrhoval, prezident Kaboré mu to však zakázal.
Francie dne 27. ledna potvrdila, že mezi 15. a 23. lednem 2022 bylo v rámci čtyř incidentů souvisejících s převratem usmrceno více než 60 džihádistů burkinafskými vojáky ve spolupráci s francouzskými jednotkami.
Ve dnech 8.–9. února došlo k útoku povstalců v národním parku W v Beninu, při němž zahynulo devět lidí. 12. února podnikly francouzské síly v reakci na tento převrat odvetný nálet na islamistický tábor v Burkině Faso, při němž bylo zabito čtyřicet povstalců. Dne 11. května 2022 překročili militanté hranice do Toga a zabili osm vojáků.
10. února bylo deset militantů ze skupiny Ansar ul Islam zabito při střetu s francouzskými silami poblíž města Ouahigouya. Střet následoval po zabití pěti důstojníků již v předchozím roce. Při přestřelce zemřeli také čtyři civilisté. Francouzské úřady vyjádřily lítost nad civilními oběťmi, které označily za neúmyslné.
9. června došlo k několika útokům napříč zemí. U zlatého dolu Karma v provincii Yatenga byli zabiti civilista a voják, přičemž další tři až čtyři vládní vojáci byli zraněni. V departementu Seytenga v provincii Seno zahynulo jedenáct vojenských policistů při útoku na jejich velitelskou stanici. V provincii Kossi byli zabiti čtyři další vojenské policisté. O víkendu 12.–13. června bylo v departementu Seytenga zabito mezi 100 až 165 osobami, útočníci cílili převážně na muže. Asi 3 000 obyvatel po útoku uprchlo ze svých domovů. 17. června UNHCR uvedlo, že z oblasti uprchlo již přibližně 16 000 lidí a vyzvalo k naléhavé pomoci vnitřně vysídleným osobám. 12. června bylo nejméně šest lidí zabito v obci Alga v provincii Bam.
15. června bylo sedm členů Dobrovolníků na obranu vlasti (VDP) zabito militanty v obci Bouroum v provincii Namentenga.
18. června uvedl vyjednavač ECOWASu pro Burkinu Faso Mahamadou Issoufou, že vláda Burkiny Faso má pod kontrolou 60 % území země. 22. června vláda oznámila utvoření tzv. „vojenských zón“. Obyvatelé těchto oblastí museli následně opustit své domovy a pozemky, aby mohly ozbrojené složky svobodně bojovat proti povstalcům bez „překážek“. Dvoutýdenní lhůta určená pro vystěhování a přesun obyvatel do bezpečnějších zón byla vládou vyhlášena 25. června.
V noci ze 3. na 4. července bylo militanty v katedrále města Nouna zabito čtrnáct věřících.
8. srpna bylo pět civilistů a pět ozbrojených dobrovolníků zabito neznámými útočníky. Druhého dne bylo patnáct burkinafských vojáků zabito při dvojitém bombovém útoku. 14. srpna burkinafská nevládní organizace Kolektiv proti beztrestnosti a stigmatizaci komunit (CISC) odsoudila masakr nejméně 40 civilistů, údajně spáchaný vojáky Burkiny Faso 8. srpna v departementu Tougouri.
5. září bylo při útoku džihádistů zabito nejméně 35 civilistů a dalších 37 bylo zraněno. K incidentu došlo, když jedno z vozidel v zásobovací koloně směřující do hlavního města Ouagadougou najelo na improvizované výbušné zařízení na hlavní silnici mezi městy Djibo a Bourzanga. 26. září bylo při útoku v oblasti Gaskindé v provincii Soum zabito jedenáct vojáků, pohřešováno bylo 50 civilistů. Dalších 28 osob bylo zraněno, včetně 20 vojáků, jednoho dobrovolníka VDP a sedmi civilistů.
30. září došlo během jednoho roku ke druhému vojenskému převratu. Vojáci při něm odstavili plukovníka Damibu s odůvodněním, že „není schopen čelit islamistickému povstání“. Novým vůdcem se stal plukovník Ibrahim Traoré, velitel protidžihádistické jednotky „Cobra“ na severu země. Traoré vzápětí obvinil Francii, že Damibu chrání, což vyvolalo násilné protesty před francouzským velvyslanectvím. Tvrdil také, že Damiba plánuje protiútok, který by mohl vyvolat občanskou válku. V Ouagadougou byly slyšet výstřely, nad městem létaly vrtulníky. 2. října oznámili náboženští a komunitní vůdci, že Damiba souhlasil se svou rezignací, poté co zprostředkovali jednání mezi ním a Traorém. Damiba údajně vznesl sedm požadavků, mimo jiné ochranu svých spojenců, záruku své osobní bezpečnosti a dodržení závazku vůči ECOWASu o návratu civilní vlády do dvou let.
9. listopadu 2022 zahájil 14. mezizbraňový pluk z Djiba dělostřeleckou palbu na vesnice Holdé, Yaté, Ména a Dabere-Pogowel. Děla byla vypálena z vojenského stanoviště 10 km od vesnic. O život přišlo mnoho civilistů, včetně žen a sedmiměsíčního dítěte. Oběti patřily převážně k etnické menšině Fulbů. Celkem bylo při masakru zabito nejméně 50 civilistů. O prošetření události následně požádala OSN.
Ve dnech 30.–31. prosince bylo ve městě Nouna zabito nejméně 28 mužů z etnika Fulbů při útoku připisovaném Dobrovolníkům na obranu vlasti (VDP).

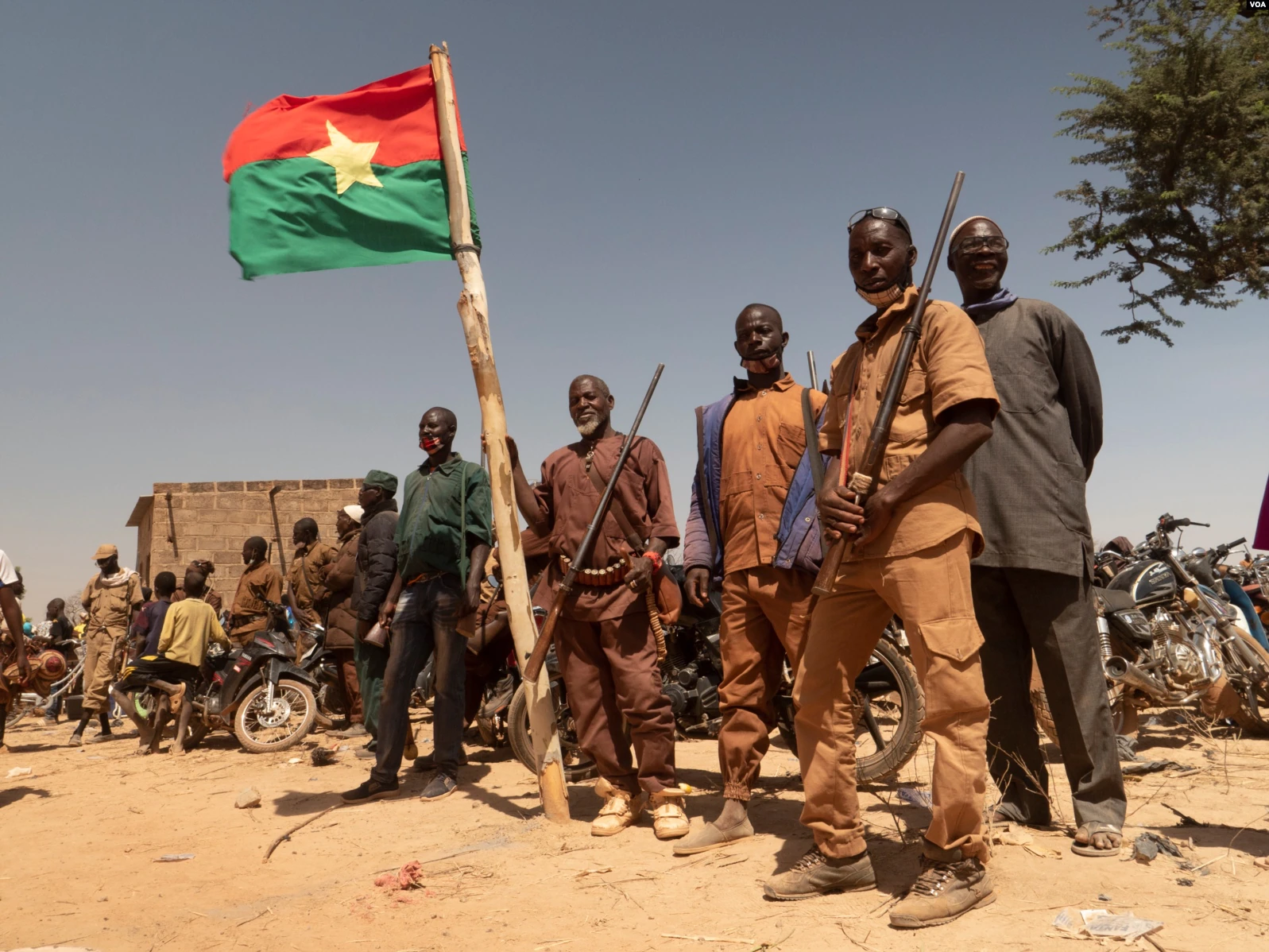
Příslušníci Dobrovolníků na ochranu vlasti (VDP)

### 2023
Ve dnech 6.–7. dubna bylo v obcích Kourakou a Tondobi v provincii Seno džihádisty zabito 44 civilistů.
15. dubna zaútočili povstalci na vojenský oddíl a síly Dobrovolníků pro obranu vlasti (VDP) ve vesnici Aoréma poblíž Ouahigouyi. Úřady uvedly, že bylo zabito 6 vojáků a 34 příslušníků VDP, jiné zdroje ale uváděly, že počet obětí mohl dosáhnout až 75.
20. dubna, patrně v odvetě za útok v Aorémě, spáchala Brigáda rychlého zásahu masakr ve vesnici Karma, který se řadí mezi nejhrůznější zločiny v průběhu konfliktu. Svědci popsali, jak obyvatelé vítali příchod stovek vojáků do vesnice Karma, převážně obývané etnikem Mossijů a čítající přibližně 400 obyvatel. Přestože vesnice podporovala Traorého režim, vojáci hromadně shromažďovali civilisty a popravovali je. Obyvatelé byli zabíjeni ve svých domovech, ty byly pak zapalovány i s lidmi uvnitř. Mezi mrtvými měly být ženy, děti, starší osoby ale i kojenci. Zatímco úřední činitelé uvedli, že bylo zabito nejméně 60 lidí, svědci tvrdili, že počet obětí dosáhl přibližně 200.
5. září došlo ke střetům v provincii Yatenga, při nichž byly zabity desítky osob.
5. listopadu došlo ve vesnici Zaongo k masakru spáchaném neznámou radikální skupinou. Podle zpráv bylo zabito nejméně 70 osob, převážně dětí a starších lidí. Šéf zahraniční politiky Evropské unie Josep Borrell útok odsoudil a uvedl, že počet obětí přesáhl 100. 18. listopadu proběhlo téměř současné několik útoků v oblasti kolem města Diapaga, při nichž bylo zabito 15 osob. 26. listopadu údajně přibližně 3 000 džihádistů napojených na skupinu JNIM podniklo rozsáhlý útok na město Djibo, který si vyžádal nejméně 40 civilních obětí. Podle burkinafaských úřadů bylo v protiútoku zabito 400 džihádistů a několik burkinafaských vojáků.

### 2024
25. ledna bylo oznámeno, že Rusko vyslalo do Burkiny Faso přibližně 100 vojáků s tím, že dalších 200 má následovat, aby pomáhali s výcvikem armády a hlídkováním v nebezpečných oblastech. Při červnové státní návštěvě uvedl ruský ministr zahraničí Sergej Lavrov, že počet vojenských jednotek vyslaných do země se bude v budoucnu nadále zvyšovat.
25. února zabil Islámský stát nejméně 15 osob při útoku na katolický kostel ve vesnici Essakane v provincii Oudalan. Při útoku na mešitu v obci Natiaboani byly zabity desítky civilistů, terčem útoku byli také členové pomocných sil VDP. Armáda Burkiny Faso následně bez soudního řízení popravila 223 civilistů. Masakry se odehrály ve vesnicích Nondin a Soro.
3. března bylo při útoku na tři vesnice Komsilga, Nodin and Soroe v provincii Yatenga zabito 170 osob militanty. 31. března zaútočila skupina JNIM na burkinafaské síly v obci Tawori v provincii Tapoa. Během útoku a následného masakru bylo zabito nejméně 41 vojáků a 32 civilistů.
11. června zaútočila skupina JNIM na vojenskou základnu ve městě Mansila, kterou obsadila, přičemž zabila 107 vojáků a dalších sedm zajala.
25. srpna zahájila skupina JNIM další rozsáhlý útok na osoby vykopávající příkopy pro opevnění bezpečnostních stanovišť v oblasti Barsalogho. Při útoku bylo zabito nejméně 600 lidí a 300 dalších bylo zraněno.

### 2025
22. ledna provedla skupina JSIM útok na město Sebba, který si vyžádal desítky mrtvých a zraněných mezi vojáky i civilisty.
10. února bylo burkinskou armádou úspěšně neutralizováno nejméně 73 teroristů v provincii Sorou na západě země.
Ve dnech 10. a 11. března 2025 bylo ve vesnici Solenzo a jejím přilehlém okolí zabito nejméně 58 civilistů z řad etnika Fulbů milicemi VDP. 28. března zaútočila skupina JSIM na vojenský tábor v Diapagě. Zabito bylo přibližně padesát vojáků a příslušníků milicí VDP.

## Humanitární situace

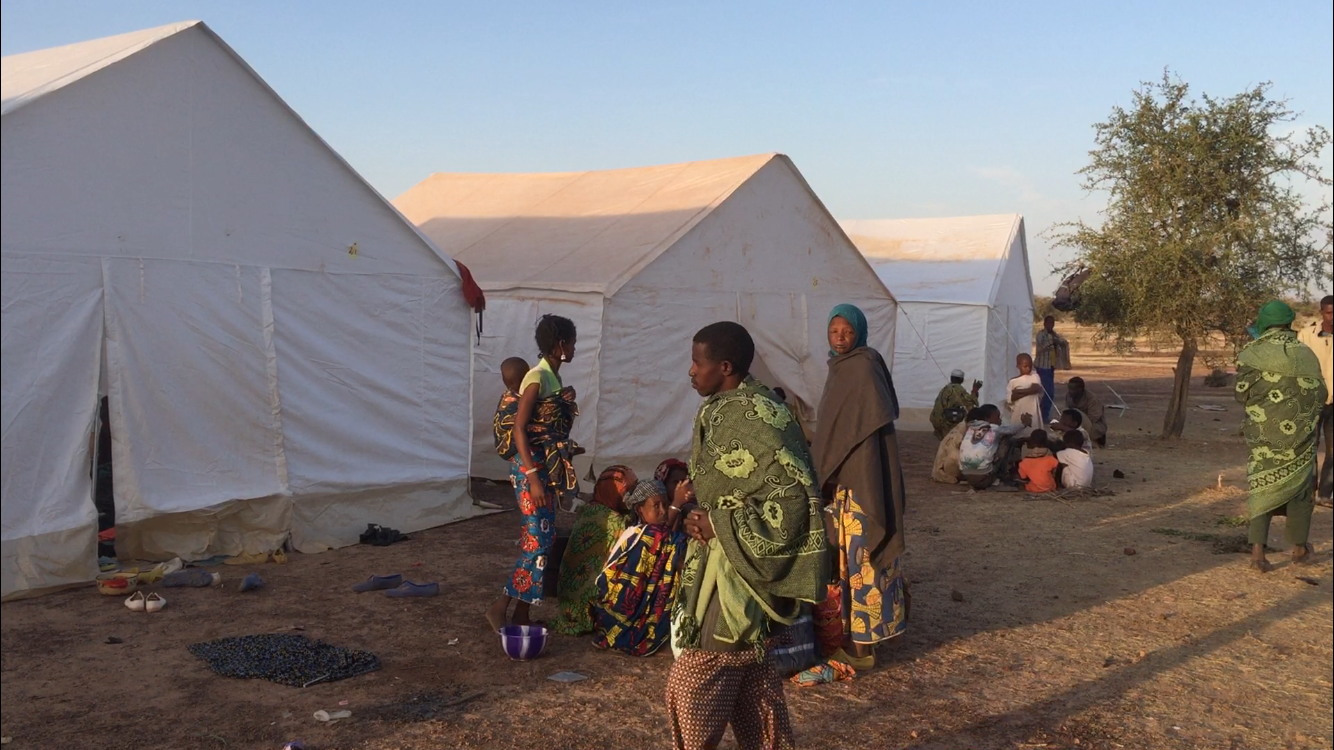
Vysídlení Fulbové po masakru ve vesnici Yirgou

Po vypuknutí konfliktu v Burkině Faso prakticky okamžitě nastala humanitární krize, při níž byly tisíce lidí zabity oběma stranami konfliktu. Úřad Vysokého komisaře OSN pro uprchlíky (UNHCR) odhaduje, že šest z deseti vnitřně vysídlených osob v oblasti Sahelu pochází právě z Burkiny Faso.
Vládní jednotky se dopustily řady mimosoudních poprav civilistů, terčem bývá nepoměrně často etnická skupina Fulbů v severní části Burkiny Faso. V říjnu 2019 byly například 14 mužům násilně strženy turbany a následně byli vládními silami odvlečeni do nákladního vozu, kde byli popraveni. Fulbové se rovněž stali oběťmi násilí ze strany provládních civilních milic, jak ukázal masakr ve vesnici Yirgou v roce 2019, při němž byli hromadně zabiti civilisté etnickou skupiny Mossiů.
V roce 2020 byl poblíž města Djibo nalezen hromadný hrob s více než 180 těly civilistů, kteří byli údajně popraveni vládními silami; mimosoudní popravy a válečné zločiny ze strany armády se v tomto městě staly běžnou praxí. V samostatném incidentu bylo na tržišti v obci Petagoli poblíž města zabito deset civilistů, mezi nimi i tři Dogoni z Mali.
Porušování lidských práv se ale dopouštějí i džihádisté. Islamisté opakovaně útočí na školy, jeden z nejzmedializovanějších případů se odehrál 12. listopadu 2018, kdy šest ozbrojenců vtrhlo do základní školy, přepadli ředitele a napadli několik žáků. Tento incident patří k výjimkám, kdy byli pachatelé zadrženi. Islamisté obhajují útoky na školy tím, že podle nich představují nástroje západní indoktrinace v duchu francouzského stylu výuky. Výsledkem je uzavření velkého množství škol a ztráta přístupu ke vzdělání pro přibližně 300 000 dětí.
Obyvatelé vesnic jsou vystaveni každodennímu teroru – je jim například zakazováno pořádat svatby či křty, běžným jevem se staly vraždy místních starců. Mezi dubnem 2019 a lednem 2020 zaznamenala organizace Human Rights Watch nejméně 256 zabitých civilistů při dvaceti různých útocích.